# Roberto Meraviglia
Roberto Meraviglia (Tarquinia, 27 febbraio 1943 – Tarquinia, 21 settembre 2019) è stato un politico italiano.

## Biografia
Eletto Senatore del PSI nella X legislatura nel collegio di Civitavecchia, ha fatto parte dell'11^ commissione permanente (Lavoro e previdenza sociale) e 13^ commissione permanente (Territorio, ambiente, beni ambientali). Fu sindaco di Tarquinia nel 1981 mantenendo la carica per dieci anni, poi consigliere provinciale di Viterbo nel 1983. È stato anche consigliere comunale nel 1973, assessore nel 1974 e vicesindaco nel 1978, sempre a Tarquinia.
Nel 1992 fu richiesta nei suoi confronti l'autorizzazione a procedere per "concorso nel reato di concussione continuata".
Fu poi arrestato con l'accusa di aver incassato, assieme ad altri amministratori comunali e provinciali del PSI, tangenti versate dai titolari della discarica di Tarquinia, gestita dai fratelli Castelnuovo; il caso scoppiò nel novembre 1991.
Dopo aver scontato la pena, ha ottenuto in data 4 gennaio 2011 la completa riabilitazione come da sentenza n. 4316 / 2011 del tribunale di Sorveglianza di Roma.